# Straßenbahn Halle (Saale)
Die Straßenbahn Halle (Saale) ist das größte Straßenbahnsystem in Sachsen-Anhalt. Die gesamte Streckenlänge in Halle zuzüglich der Überlandstraßenbahn nach Bad Dürrenberg beträgt 87,6 Kilometer und ist damit eines der längsten Meterspur-Straßenbahnnetze in Deutschland. Es bildet traditionell das Rückgrat des lokalen öffentlichen Personennahverkehrs.
Das Netz geht auf die 1882 eröffnete Pferdebahn zurück, die 1891 elektrifiziert und erweitert wurde. Die Straßenbahn Halle war der erste deutsche Straßenbahnbetrieb, der netzweit mit Fahrdraht und Rollenstromabnehmer betrieben wurde. Seit 1930 gibt es diverse Omnibuslinien. Nach 1998 wurde das Streckennetz wiederum erheblich erweitert, indem der dicht besiedelte Stadtteil Halle-Neustadt mit der Straßenbahn erschlossen wurde. Aktuell verkehren elf Tages- und sieben Nachtlinien.
Betreiber der Straßenbahn ist die Hallesche Verkehrs-AG, kurz SWH.HAVAG, eine Tochtergesellschaft der in kommunalem Besitz befindlichen Stadtwerke Halle GmbH.

## Geschichte

### Die Anfänge bis zum Zweiten Weltkrieg
1878 wurde als Vorläufer zur Pferdestraßenbahn eine Pferdeomnibuslinie vom Markt über Giebichenstein nach Trotha eröffnet. Ab dem 15. Oktober 1882 fuhren auf der Strecke Hauptbahnhof – Markt – Geiststraße – Mühlweg – Giebichenstein – Trotha (heutige Seebener Straße) die ersten Pferdebahnen durch die Saalestadt, damals noch unter dem Namen Hallesche Straßenbahn-AG („Rote Bahn“). Die Endstelle Trotha befand sich am heutigen Hintereingang des Halleschen Bergzoos vor der damaligen Saalschlossbrauerei. Im August 1889 nahm mit der Stadtbahn Halle („Grüne Bahn“) eine zweite Gesellschaft den Pferdebahnbetrieb auf. Dabei erhielten die heutige Magdeburger Straße, Große Steinstraße, Franckeplatz, Steinweg und die heutige Merseburger Straße eine Anbindung an die Pferdestraßenbahn.
1890 begann die AEG, die die Stadtbahn Halle erworben hatte (AEG Stadtbahn Halle), mit der Elektrifizierung ihres Streckennetzes. Der elektrische Betrieb begann am 24. April 1891. Es war die erste deutsche Straßenbahn mit Fahrdraht und Rollenstromabnehmer, die von Anfang an für kommerziellen Betrieb gebaut worden war. Durch den hohen Konkurrenzdruck war auch die Hallesche Straßenbahn-AG gezwungen, ihre Strecken zu elektrifizieren, musste aber lange Zeit mit dem Physikalischen Institut der Universität kämpfen, das sich in der Nähe einer Strecke befand. Die dortigen Wissenschaftler befürchteten, dass „der von den Schienen entweichende und sich mit dem Erdmagnetismus verbindende Rückstrom die feinen, außerordentlich empfindlichen magnetischen Instrumente des Institutes so beeinträchtigen würde“. Vom 7. Mai 1899 bis 23. August 1902 wurde ein gemischter Betrieb mit Akku- und Oberleitungs-Triebwagen durchgeführt. Zahlreiche neue Strecken wurden in den Folgejahren von beiden Gesellschaften gebaut. Unter anderem wurden der Bahnhof Trotha, Böllberg, Kröllwitz und Reideburg an das Straßenbahnnetz angeschlossen.
Am 15. März 1902 nahm die der AEG gehörende elektrische „Fernbahn Halle–Merseburg“ von Ammendorf aus den Straßenbahnverkehr zwischen Halle und Merseburg (und später durch das Geiseltal und nach Bad Dürrenberg) auf. Sie war jedoch keine Konkurrenz zu den halleschen Gesellschaften, da sie nur bis zum Riebeckplatz fuhr und kein innerhallesches Netz aufbaute. Die Bahn gehörte ab 1913 der Merseburger Überlandbahnen-AG (MÜBAG), diese wurde 1951 mit der halleschen Straßenbahn vereinigt.
1911 kaufte die Stadt Halle die Hallesche Straßenbahn-AG und betrieb sie als städtisches Unternehmen weiter.

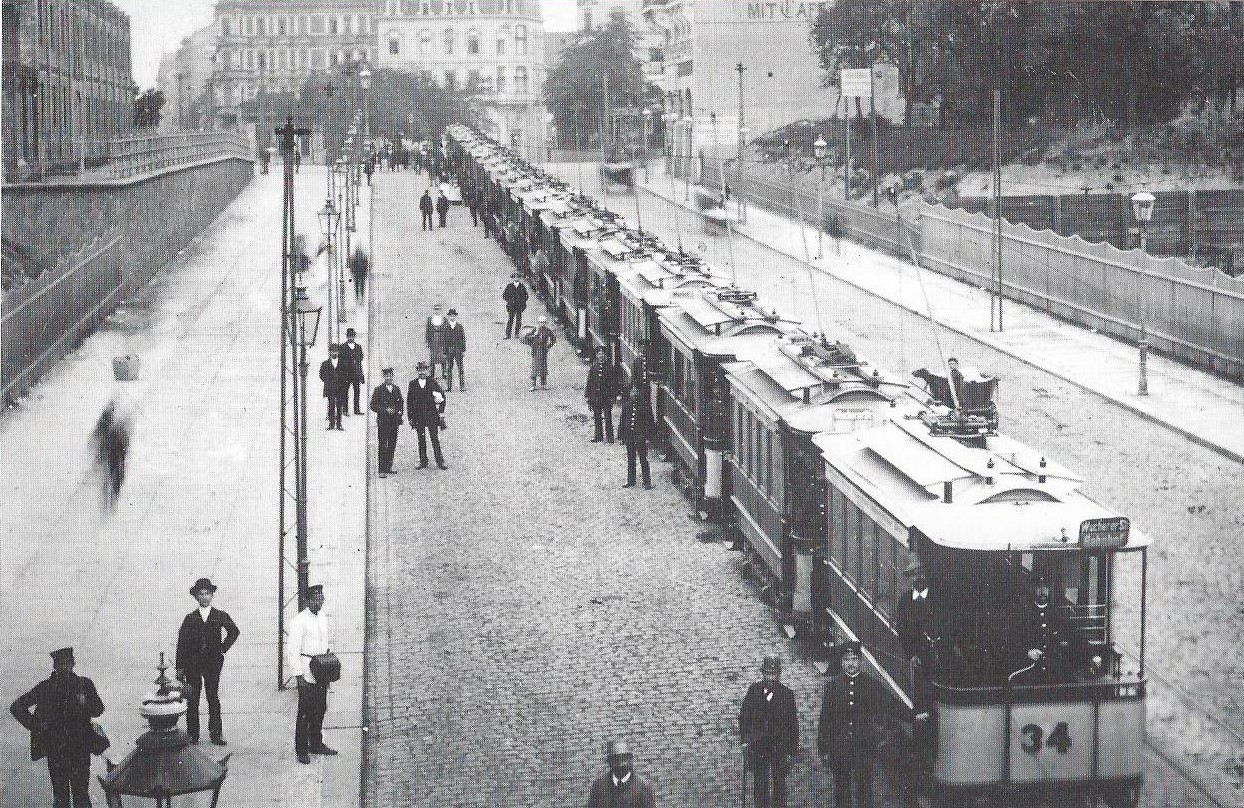
Straßenbahnwagen in Halle (1891)

Im Jahr 1914 betrieb das Unternehmen Stadtbahn Halle fünf Linien:
10 Rannischer Platz – Markt – Walhalla-Riebeckplatz – Artilleriekaserne
20 Schlachthof – Riebeckplatz – Franckeplatz – Hettstedter Bahnhof
40 Hettstedter Bahnhof – Markt – Walhalla – Zoo
50 Hauptbahnhof – Walhalla – Zoo – Bahnhof Trotha
60 Hauptbahnhof – Rannischer Platz – Böllberger Weg
Die Hallesche Straßenbahn-AG betrieb im Jahr 1915 folgende drei Straßenbahn-Linien:
A0 Bahnhof – Markt – Reileck – Giebichenstein – Angerweg
B0 Bahnhof – Poststraße – Theater – Mühlweg – Giebichenstein – Cröllwitz
C0 Markt – Delitzscher Straße – Schönnewitz – Reideburg
Im Jahr 1917 kaufte die Stadt auch die AEG Stadtbahn Halle, so dass es danach nur noch die Städtische Straßenbahn Halle gab.
Weitere Streckeninbetriebnahmen gab es unter anderem mit der Verlängerung der Strecke in Kröllwitz, in der Beesener Straße und über den heutigen Gimritzer Damm an den Heiderand. Später folgt eine Strecke in der Dessauer Straße zu den Siebel Flugzeugwerken.
Am 1. November 1921 wurde das Liniennetz folgendermaßen umgestaltet:
010 Beesener Straße – Rannischer Platz – Markt – Steintor – Reileck – Trotha (6,2 km)
020 Schlachthof – Hauptbahnhof – Franckeplatz – Hallorenstraße – Hallmarkt (3,8 km)
030 Böllberger Weg – Rannischer Platz – Markt – Reileck – Bahnhof Trotha (7,5 km)
040 Hettstedter Bahnhof – Markt – Steintor – Riebeckplatz – Damaschkestraße (5,5 km)
050 Hauptbahnhof – Riebeckplatz – Steintor – Reileck – Zoo (4,7 km)
060 Hauptbahnhof – Riebeckplatz – Rannischer Platz – Böllberger Weg (2,9 km)
070 Hauptbahnhof – Riebeckplatz – Reileck – Giebichenstein – Schollstraße (4,7 km)
080 Hauptbahnhof – Leipziger Turm – Post – Bebelstraße – Mühlweg – Burgstr. – Cröllwitz (4,6 km)
090 Seebener Straße – Reileck – Markt – Riebeckplatz – Büschdorf – Reideburg (9,6 km)
100 Zoo – Reileck – Steintor – Riebeckplatz – Damaschkestraße (6,1 km)
110 Hauptbahnhof – Riebeckplatz – Rannischer Platz – Beesener Straße (1,8 km)
120 Hauptbahnhof – Riebeckplatz – Markt – Ulrichstraße – Mühlweg – Burgstr. – Cröllwitz (4,7 km)
1929 wurde die Städtische Straßenbahn Halle mit anderen Unternehmen der Stadt zu den Stadtwerken zusammengeschlossen. Der neue Name lautete Werke der Stadt Halle AG, Abteilung Straßenbahn (WEHAG). Die WEHAG nahm im Mai 1930 erstmals einen Omnibusverkehr in Halle auf.

### Während des Zweiten Weltkrieges
Mit den Vorbereitungen zum Zweiten Weltkrieg wurde der begonnene Bau einer Straßenbahnstrecke von Ammendorf nach Schkeuditz und Leipzig abgebrochen. Die Straßenbahn in Halle erlitt während des Krieges nur geringe Personen- und Sachschäden.

### Zur Zeit der DDR

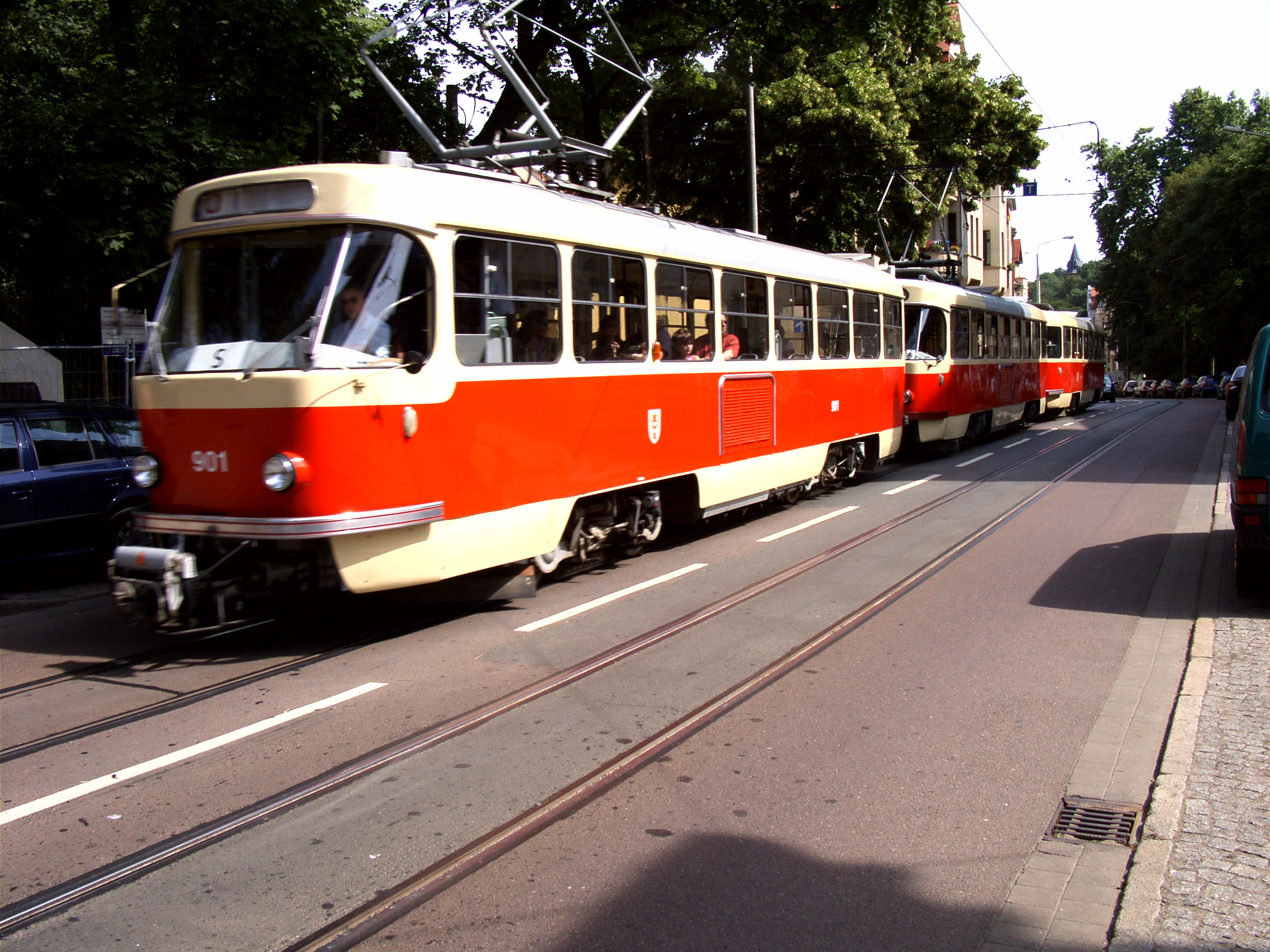
Historischer Tatra-Großzug 901/931/101

Kurze Zeit nach Kriegsende wurde der Straßenbahn- und Busverkehr (mit kurzen Unterbrechungen) wieder aufgenommen. Die WEHAG wurde in Kommunales Wirtschaftsunternehmen (KWU) umbenannt und 1951 mit der MÜBAG zum VEB Straßen- und Überlandbahn Halle vereinigt.
Am 25. März 1952 ereignete sich ein schwerer Eisen-/Straßenbahnunfall am Bahnübergang Beesener Straße. Ein Straßenbahnzug der Linie 1 (Triebwagen 124, Beiwagen 224) wurde beim Überqueren des Bahnübergangs von einer Lokomotive der Hafenbahn erfasst. Es gab mehrere Tote und Schwerverletzte. Daraufhin wurde der Bahnübergang mit einer Lichtsignalanlage ausgerüstet. Bis zu deren Inbetriebnahme musste der Schaffner des Triebwagens aussteigen und sich davon überzeugen, dass sich kein Zug der Hafenbahn näherte. Erst dann durfte der Straßenbahnzug den Bahnübergang passieren.
Am 1. Juni 1953 erhielten auch die Überlandlinien Liniennummern:
310 Halle/Thälmannplatz – Ammendorf – Merseburg (14,7 km)
320 Halle/Thälmannplatz – Ammendorf – Merseburg – Leuna (20,0 km)
330 Merseburg – Frankleben – Mücheln (17,4 km)
340 Merseburg – Leuna – Bad Dürrenberg (12,6 km)
Zahlreiche Strecken wurden in den Folgejahren stillgelegt; an Endhaltestellen wurden Wendeschleifen gebaut, sodass nicht mehr umgesetzt werden musste und Einrichtungsfahrzeuge eingesetzt werden konnten. Mit der Stilllegung der Strecke nach Reideburg wurde am 21. Mai 1971 die letzte Kuppelendstelle aufgegeben.
1958 begann infolge des Braunkohleabbaus die Stilllegung der Straßenbahnstrecke von Merseburg durch das Geiseltal nach Mücheln in mehreren Abschnitten. Ab Mai 1968 endete die Strecke in Merseburg-Süd. Weil es auf dieser Strecke keine Wendeschleifen gab, mussten hier Zweirichtungswagen eingesetzt werden. Erst in den 1980er Jahren wurde in Merseburg Süd eine Wendeschleife gebaut. Die Strecke zwischen Merseburg und Bad Dürrenberg wurde und wird jedoch weiterhin befahren.
Seit 1964 verkehren die Straßenbahnzüge in Halle schaffnerlos, es wurden Zahlboxen eingeführt. Eine Ausnahme blieben die Überlandstrecken nach Merseburg, Mücheln und Bad Dürrenberg wegen des vergleichsweise komplizierten Tarifs. Die Schaffner stiegen in Halle-Ammendorf zu, verschlossen die Zahlboxen und verkauften die auch bei Kraftomnibuslinien übliche Zettelfahrscheine. Zur gleichen Zeit begann der Aufbau von Halle-Neustadt. Die geplante Anbindung an das Straßenbahnnetz wurde allerdings verworfen. Den ÖPNV in Halle-Neustadt übernahm ein dichtes Busliniennetz, das hauptsächlich durch den VEB Kraftverkehr Halle betrieben wurde. Mit dem Umbau des Thälmannplatzes zum Mehrebenen-Kreisverkehrsplatz ab 1965 verlor dieser allerdings in den Folgejahren seine Rolle als zentraler Umsteigepunkt. Aufgrund von politischen Entscheidungen entfielen dabei die wichtigen, direkten Straßenbahnverbindungen vom Thälmannplatz zum Markt und zum Franckeplatz. Fahrten zwischen Hauptbahnhof und Stadtzentrum waren nur noch über den Umweg über den damals „Marx-Engels-Platz“ genannten Platz „Am Steintor“ möglich. Zusätzlich erforderte der Übergang vom Hauptbahnhof zur Straßenbahn auf dem Thälmannplatz einen unkomfortabel langen Fußweg.
Um das Umsteigen in Merseburg zu beenden, wurden die Überlandlinien 1971 neu organisiert. Seit Dezember 1971 führt die Linie 5 durchgehend über die Strecke von Halle über Schkopau, Merseburg und Leuna nach Bad Dürrenberg. Die Linie 5 – die „Überlandbahn“ – ist mit etwa 31 km Streckenlänge eine der längsten Straßenbahnlinien der Welt und gehört zu den besonderen Attraktionen im ÖPNV.
Die ersten großen Streckenerweiterungen seit Ende der 1930er Jahre begannen 1976, zeitgleich mit dem Aufbau der Südstadt I und II und der Silberhöhe. Dabei wurden Gleise in der heutigen Vogelweide, Paul-Suhr-Straße, Böllberger Weg verlegt sowie 1982 eine Strecke quer durch die Silberhöhe gebaut.
Von 1982 bis 1989 gab es zwischen Halle und Merseburg einen Straßenbahngüterverkehr, der mit umgebauten Wagen des Personenverkehrs erfolgte.

### Nach 1989/90

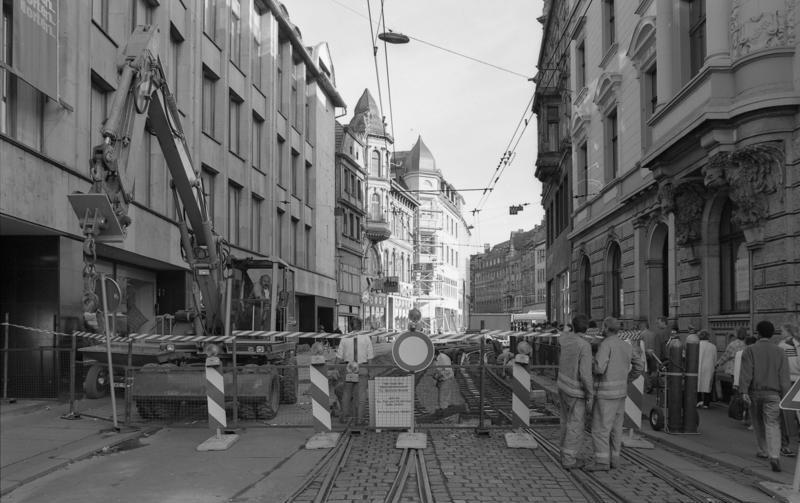
Gleisbau bei der Straßenbahn (1991)

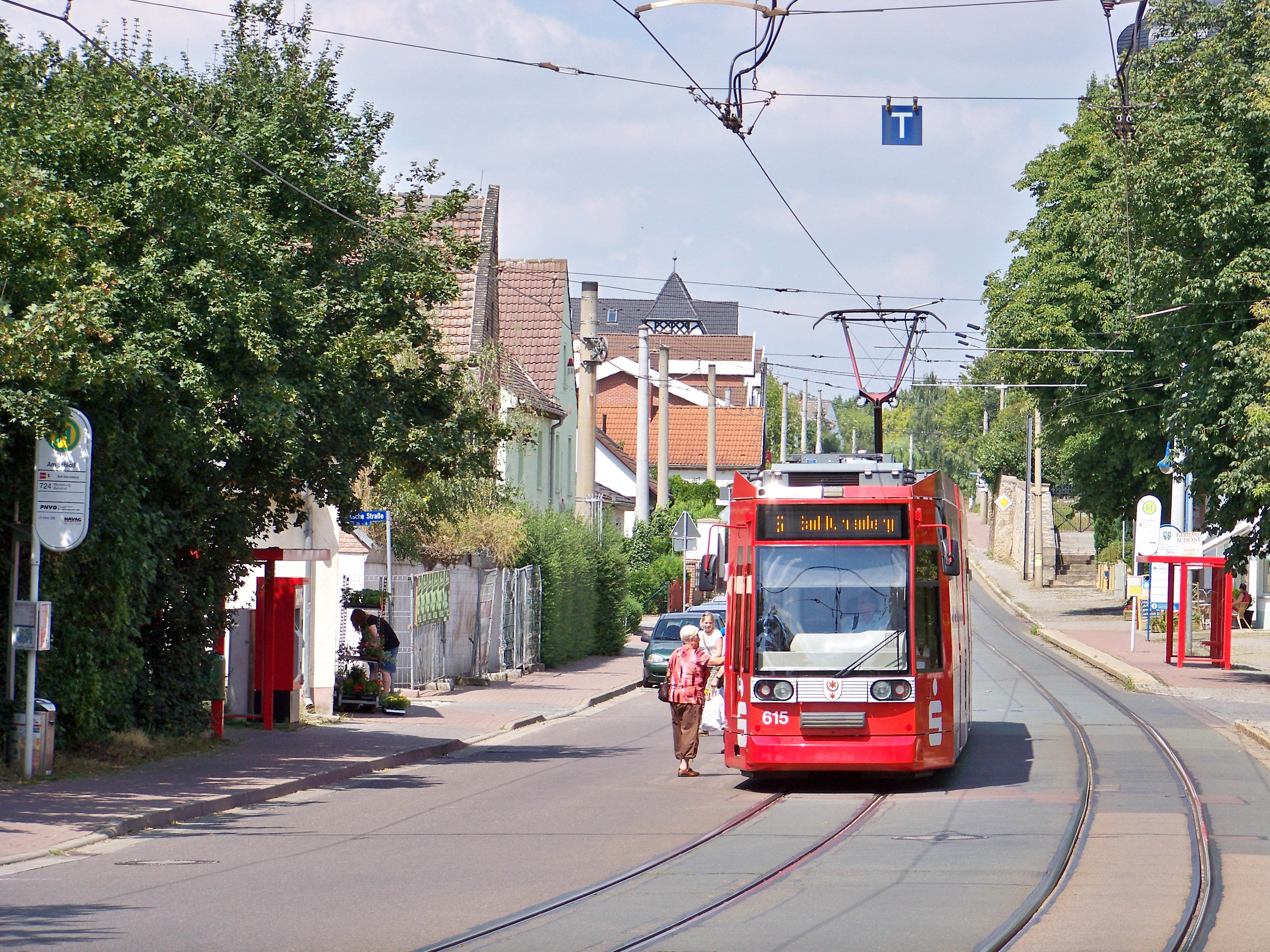
Linie 5 in Schkopau

Am 16. Juni 1990 wurde die HAVAG als Rechtsnachfolger der VE Verkehrsbetriebe Halle gegründet. Im Gegensatz zu den meisten anderen Großstädten im Gebiet der ehemaligen DDR wurde in Halle bereits mit der ersten Fahrpreiserhöhung 1991 mit der Verkehrs- und Tarifgemeinschaft Halle (VTG) ein Verbundtarif zwischen allen öffentlichen Verkehrsmitteln im Stadtgebiet eingeführt. Den Fahrpreiserhöhungen standen damit echte Verbesserungen in Form von aufpreisfreien Umsteigemöglichkeiten und einheitlichen Zeitkarten gegenüber. Den übrigen Städten und Gebietskörperschaften im späteren Mitteldeutschen Verkehrsverbund kam man damit mehr als zehn Jahre zuvor.
Seit Mitte der 1990er Jahre wurden zahlreiche Streckenabschnitte wie etwa der Bereich Trotha – Reileck – Ludwig-Wucherer-Straße oder Kröllwitz – Burg Giebichenstein modernisiert und umgestaltet. 1992 wurde das Liniennetz komplett umgestaltet.
Ab Juni 1997 wurden insgesamt 30 Tatra-Triebwagen an die Straßenbahn Kaliningrad abgegeben. Es handelte sich um die Triebwagen 94, 98, 968, 969, 970, 973, 974, 976, 978, 982, 989, 1007, 1022, 1023, 1029, 1033, 1034, 1038, 1045, 1049, 1053, 1060, 1061, 1063, 1074, 1082, 1090, 1091, 1092 und 1097.
Am 17. April 1998 begann der Bau der Straßenbahn Halle-Neustadt – Hauptbahnhof. Zu dem Projekt gehörte auch die Umgestaltung der Straße „An der Magistrale“ in Halle-Neustadt, des Verkehrsbereichs Franckeplatz/Glauchaer Platz und des Riebeckplatzes bis 2006. Damit wurde die in den 1960er Jahren entstandene Netzlücke wieder geschlossen. 2007 begann der Lückenschluss zwischen den Endhaltestellen Heide und Kröllwitz über den Brandbergweg, am 14. Oktober desselben Jahres wurde die Strecke eröffnet.
Im Oktober 2005 wurde der neue Streckenabschnitt für die Straßenbahn zwischen den Haltestellen Riebeckplatz und Hauptbahnhof in Betrieb genommen. Kurze Zeit später, am 18. Dezember 2005, trat ein neuer Fahrplan in Kraft, der für die Straßenbahnlinien einen einheitlichen 15-Minuten-Takt vorsah, außerdem wurde die Straßenbahnlinie 3 nach 84 Jahren eingestellt. Der Betrieb dieser Linie wurde jedoch zum 31. Oktober 2006 wieder aufgenommen.
2008 begann die Sanierung der Delitzscher Straße mit Verlängerung des Liniennetzes von Büschdorf. Die Fahrradmitnahme ist im Straßenbahn- und Busliniennetz der HAVAG (außer auch in Magdeburg ist sonst im ÖPNV in Sachsen-Anhalt die Fahrradmitnahme kostenfrei) seit dem 1. August 2008 kostenpflichtig.
Im März 2013 gaben die Stadt Halle, die Stadtwerke Halle und die Hallesche Verkehrs-AG den offiziellen Startschuss, die Straßenbahn zur Stadtbahn weiterzuentwickeln, indem die Bahn konsequent vom Individualverkehr getrennt wird. Gestartet wurde mit der Linie 1 zwischen Frohe Zukunft und der neuen Endstelle Südstadt.
Im Rahmen des Projekts STADTLand+ sollen die Fahrten der Linie 7 zu einem 10-Minuten-Takt verdichtet werden.

## Liniennetz
Derzeit verkehren elf Tages- und zwei zusätzliche Nachtlinien. Die Linien 1, 2, 7, 94 und 95 verkehren wochentags im Spätverkehr bis etwa 0:30 Uhr und am Wochenende auch im Nachtverkehr (Samstags bis etwa 8 Uhr, Sonn- und Feiertags bis etwa 10 Uhr). In diesen Zeiträumen finden auch die Sammelanschlüsse an der Haltestelle Marktplatz statt, die Linie 8 verkehrt bis ca. 23:00 neben den Sammelanschlüssen noch zusätzlich.
Liniennetz ab 2. September 2024:
| Linie | Verlauf | Haltestellen                         | Fahrzeit                                  |
| ----- | --- | ------------------------------------ | ----------------------------------------- |
| 1     | Südstadt – S-Bf Südstadt – Wörmlitz – Böllberg – Rannischer Platz – Franckeplatz – Marktplatz – Am Steintor – S-Bf Dessauer Brücke – Gertraudenfriedhof (Gertraudenfriedhof – Frohe Zukunft Schienenersatzverkehr Linie 25/25E bis voraussichtlich 2026) | 20 (22)                              | 28 min (31 min + Umsteige- und Wartezeit) |
| 2     | (nachts: Beesen – S-Bf Silberhöhe –) Südstadt – Vogelweide – Damaschkestraße – Hauptbahnhof – Riebeckplatz – Am Steintor – Marktplatz – Hallmarkt – Saline – Rennbahnkreuz – S-Bf Neustadt – An der Eselsmühle – Soltauer Straße | 32/37                                | 48/54 min                                 |
| 3     | Trotha – Seebener Straße – Reileck – Marktplatz – Franckeplatz – Rannischer Platz – Vogelweide – Südstadt – S-Bf Silberhöhe – Beesen | 27                                   | 40 min                                    |
| 4     | Kröllwitz – Heide-Uniklinikum – Rennbahnkreuz – Saline – Glauchaer Platz – Franckeplatz – Am Leipziger Turm – Riebeckplatz – Hauptbahnhof (weiter als 12) | 14                                   | 19 min                                    |
| 5     | Kröllwitz – Heide-Uniklinikum – Rennbahnkreuz – Saline – Hallmarkt – Marktplatz – Am Steintor – Riebeckplatz – Hauptbahnhof – Damaschkestraße – Betriebshof Rosengarten – Florian-Geyer-Platz (– Ammendorf) – Schkopau, Bunawerke – Merseburg Zentrum – Leunaweg – Leuna – Bad Dürrenberg | 29/62                                | 42/102 min                                |
| 5     | (1. Ast) Florian-Geyer-Platz – Ammendorf wochentags im 30-min-Takt, an Wochenenden und Feiertagen im 20/40-min-Takt | 1                                    | 2 min                                     |
| 5     | (2. Ast) Florian-Geyer-Platz – Schkopau, Bunawerke – Stadtstadion – Merseburg Zentrum – (Leunaweg ← Merseburg-Süd ←) Leunaweg – Leuna, Pfalzplatz – Leuna-Kröllwitz – Kirchfährendorf – Bad Dürrenberg, Markt Einsatz Linie 5 zwischen Ammendorf – Bad Dürrenberg werktags bis ca. 22 Uhr, an Sonn- und Feiertagen nur zwischen 8 und 19 Uhr, im Tagesverkehr mo–fr im 30-min-Takt, sonst im 60-min-Takt Die Bedienung der Stichstrecke nach Merseburg-Süd erfolgt durch die Fahrten in Richtung Kröllwitz. | 34/40                                | 97 min (→)/105 min (←)                    |
| 7     | Kröllwitz – Burg Giebichenstein – Reileck – Marktplatz – Franckeplatz – Riebeckplatz – Hauptbahnhof – A.-Schneider-Str. – Büschdorf | 23                                   | 35 min                                    |
| 8     | Trotha – Seebener Straße – Burg Giebichenstein – Diakoniewerk Halle – Marktplatz – Franckeplatz – Rannischer Platz – Vogelweide – Elsa-Brändström-Straße | 22                                   | 31 min                                    |
| 9     | Göttinger Bogen – An der Eselsmühle – S-Bf. Neustadt – Rennbahnkreuz – Saline – (Mo–Fr Glauchaer Platz) – (Sa/So Marktplatz) – Franckeplatz – Riebeckplatz – Hauptbahnhof (weiter als 10) | Mo–Fr 15 Sa 17                       | 23/26 min                                 |
| 10    | Göttinger Bogen – An der Eselsmühle – S-Bf Neustadt – Rennbahnkreuz – Saline – Hallmarkt – Marktplatz – Am Steintor – Friesenstraße – Berliner Brücke – Betriebshof Freiimfelder Straße – Freiimfelder Straße – Hauptbahnhof (weiter als 9) | 21                                   | 32 min                                    |
| 12    | Trotha – Seebener Straße – Zoo – Reileck – Am Steintor – Riebeckplatz – Hauptbahnhof (weiter als 4) | 13                                   | 19 min                                    |
| 16    | Beesen – S-Bf Silberhöhe – Südstadt – Vogelweide – Rannischer Platz – Franckeplatz – Marktplatz – Hallmarkt – Saline – Rennbahnkreuz – S-Bf Neustadt – An der Eselsmühle – Göttinger Bogen | 29                                   | 40 min                                    |
| 94    | Kröllwitz – Heide-Uniklinikum – Rennbahnkreuz – Saline → Hallmarkt → Marktplatz → Franckeplatz → Glauchaer Platz → Saline – Kröllwitz (verkehrt zwischen Kröllwitz und Saline in beiden Richtungen) | nach Marktplatz 12 nach Kröllwitz 13 | 15 min 18 min                             |
| 95    | Trotha – Seebener Straße – Reileck – Am Steintor – Marktplatz – Franckeplatz – Rannischer Platz – Vogelweide – Damaschkestraße – Betriebshof Rosengarten – Kurt-Wüsteneck-Str – Florian-Geyer-Platz – Ammendorf (Einzelfahrten ab Kurt-Wüsteneck-Straße weiter als 5 Richtung Bad Dürrenberg) | 28                                   | 41 min                                    |

(Stand 22. November 2024)
Taktung und Fahrzeugeinsatz
| 1  | alle 15 Minuten | MGT-K             | alle 20 Minuten        | alle 30 Minuten mo–do 0:30 letzte Fahrt ab Markt | mo–do: Betriebsruhe fr: alle 60 Minuten | MGT6D | tagsüber verknüpft mit 2 |  |  |
| 2  | alle 15 Minuten | MGT-K             | alle 20 Minuten        | alle 30 Minuten mo–do 0:30 letzte Fahrt ab Markt | mo–do: Betriebsruhe fr: alle 60 Minuten | MGT6D | tagsüber verknüpft mit 1, im Nachtverkehr von Südstadt, Paul-Suhr-Straße weiter nach Beesen, kein Halt Südstadt, Veszpremer Straße. |  |  |
| 3  | alle 15 Minuten | MGT-K             | kein Betrieb           | kein Betrieb                                     | kein Betrieb                            |       | |  |  |
| 4  | alle 15 Minuten | MGT6D             | kein Betrieb           | kein Betrieb                                     | kein Betrieb                            |       | verknüpft mit 12, Hauptbahnhof Steig B |  |  |
| 5  | alle 15 Minuten | MGT6D             | Einzelfahrt            | kein Betrieb                                     | kein Betrieb                            | MGT6D | Einsatz nach 20 Uhr nur zwischen Ammendorf und Bad Dürrenberg; Wagen geht auf Linie 95 über |  |  |
| 7  | alle 10 Minuten | MGT6D             | alle 20 Minuten        | alle 30 Minuten mo–do 0:30 letzte Fahrt ab Markt | mo–do: Betriebsruhe fr: alle 60 Minuten | MGT6D | |  |  |
| 8  | alle 15 Minuten | MGT6D             | bis 23 Uhr alle 20 min | kein Betrieb                                     | kein Betrieb                            | MGT6D | Betriebsschluss ca. 23 Uhr |  |  |
| 9  | alle 15 Minuten | Doppelwagen MGT6D | bis 21:30 alle 20 min  | kein Betrieb                                     | kein Betrieb                            |       | am Hauptbahnhof verknüpft mit 10 |  |  |
| 10 | alle 15 Minuten | MGT6D             | kein Betrieb           | kein Betrieb                                     | kein Betrieb                            |       | am Hauptbahnhof verknüpft mit 9 |  |  |
| 12 | alle 15 Minuten | MGT6D             | kein Betrieb           | kein Betrieb                                     | kein Betrieb                            |       | verknüpft mit 4, Hauptbahnhof Steig B |  |  |
| 16 | alle 30 Minuten | MGT6D             | kein Betrieb           | kein Betrieb                                     | kein Betrieb                            |       | Betriebszeiten ca. 6:30–18:00 |  |  |
| 94 | Kein Betrieb    |                   | alle 20 Minuten        | alle 30 Minuten mo–do 0:30 letzte Fahrt ab Markt | mo–do: Betriebsruhe fr: alle 60 Minuten | MGT6D | Verkehrt von Saline bis Saline über Marktplatz im Ringverkehr; die Haltestelle Glauchaer Platz wird im Nachtverkehr nur in Richtung Kröllwitz von der 94 bedient, die Haltestellen Hallmarkt, Ankerstraße werden zusätzlich von der Linie 2 bedient; der Marktplatz wird von noch weiteren Linien bedient, wo auch der Sammelanschluss stattfindet |  |  |
| 95 | kein Betrieb    |                   | alle 20 Minuten        | alle 30 Minuten mo–do 0:30 letzte Fahrt ab Markt | mo–do: Betriebsruhe fr: alle 60 Minuten | MGT6D | täglich eine Fahrt im Spätverkehr sowie mehrere Fahrten an Wochenenden im Frühverkehr ab Kurt-Wüsteneck-Str. weiter als Linie 5 |  |  |

Die 16 verkehrt nicht an Sonn- und Feiertagen. Sonst an Samstagen auch nur zwischen Beesen und (ab Marktplatz als 3E) Reileck / Adolfstraße.
| Linie | 4 bis 6 Uhr     | 6 bis 8 Uhr     | Fahrzeuge bis 8 Uhr | 8 bis 20 Uhr    | Fahrzeuge bis 20 Uhr | 20 bis 24 Uhr          | 0 bis 1 Uhr     | 0 bis 4 Uhr     | Fahrzeuge nach 20 Uhr | Bemerkungen                                        |
| ----- | --------------- | --------------- | ------------------- | --------------- | -------------------- | ---------------------- | --------------- | --------------- | --------------------- | -------------------------------------------------- |
| 1     | alle 30 Minuten | alle 20 Minuten | MGT6D               | alle 20 Minuten | MGT-K                | alle 20 Minuten        | alle 30 Minuten | alle 60 Minuten | MGT6D                 | tagsüber verknüpft mit 2                           |
| 2     | alle 30 Minuten | alle 20 Minuten | MGT6D               | alle 20 Minuten | MGT-K                | alle 20 Minuten        | alle 30 Minuten | alle 60 Minuten | MGT6D                 | tagsüber verknüpft mit 1                           |
| 3     | kein Betrieb    | kein Betrieb    |                     | alle 20 Minuten | MGT6D                | kein Betrieb           | kein Betrieb    | kein Betrieb    |                       |                                                    |
| 4     | kein Betrieb    | kein Betrieb    |                     | kein Betrieb    |                      | kein Betrieb           | kein Betrieb    | kein Betrieb    |                       |                                                    |
| 5     | kein Betrieb    | Einzelfahrten*  | MGT6D               | alle 20 Minuten | MGT6D                | Einzelfahrt*           | kein Betrieb    | kein Betrieb    | MGT6D                 |                                                    |
| 7     | alle 30 Minuten | alle 20 Minuten | MGT6D               | alle 20 Minuten | MGT6D                | alle 20 Minuten        | alle 30 Minuten | alle 60 Minuten | MGT6D                 |                                                    |
| 8     | kein Betrieb    | alle 40 Minuten | MGT6D               | alle 20 Minuten | MGT6D                | bis 23 Uhr alle 20 min | kein Betrieb    | kein Betrieb    | MGT6D                 | Betriebsschluss ca. 23 Uhr                         |
| 9     | kein Betrieb    | kein Betrieb    |                     | alle 20 Minuten | MGT-K                | bis 21:30 alle 20 min  | kein Betrieb    | kein Betrieb    |                       | am Hauptbahnhof verknüpft mit 10                   |
| 10    | kein Betrieb    | alle 20 Minuten | MGT6D               | alle 20 Minuten | MGT-K                | kein Betrieb           | kein Betrieb    | kein Betrieb    | MGT6D                 | am Hauptbahnhof verknüpft mit 9                    |
| 12    | kein Betrieb    | kein Betrieb    |                     | alle 20 Minuten | MGT6D                | kein Betrieb           | kein Betrieb    | kein Betrieb    |                       |                                                    |
| 16    | kein Betrieb    | kein Betrieb    |                     | alle 20 Minuten | MGT6D                | kein Betrieb           | kein Betrieb    | kein Betrieb    |                       |                                                    |
| 94    | alle 30 Minuten | alle 20 Minuten | MGT6D               | kein Betrieb    |                      | alle 20 Minuten        | alle 30 Minuten | alle 60 Minuten | MGT6D                 |                                                    |
| 95    | alle 30 Minuten | alle 20 Minuten | MGT6D               | kein Betrieb    |                      | alle 20 Minuten        | alle 30 Minuten | alle 60 Minuten | MGT6D                 | Einzelfahrten ab F.-Geyer-Platz weiter als Linie 5 |

| Linie | 4 bis 8 Uhr     | 8 bis 10 Uhr    | Fahrzeuge bis 10 Uhr | 10 bis 20 Uhr   | Fahrzeuge bis 20 Uhr | 20 bis 24 Uhr    | 0 bis 1 Uhr     | 0 bis 4 Uhr     | Fahrzeuge nach 20 Uhr | Bemerkungen                                        |
| ----- | --------------- | --------------- | -------------------- | --------------- | -------------------- | ---------------- | --------------- | --------------- | --------------------- | -------------------------------------------------- |
| 1     | alle 30 Minuten | alle 20 Minuten | MGT6D                | alle 20 Minuten | MGT6D                | alle 20 Minuten  | alle 30 Minuten | alle 60 Minuten | MGT6D                 | tagsüber verknüpft mit 2                           |
| 2     | alle 30 Minuten | alle 20 Minuten | MGT6D                | alle 20 Minuten | MGT6D                | alle 20 Minuten  | alle 30 Minuten | alle 60 Minuten | MGT6D                 | tagsüber verknüpft mit 1                           |
| 3     | kein Betrieb    | kein Betrieb    |                      | alle 20 Minuten | MGT-K                | kein Betrieb     | kein Betrieb    | kein Betrieb    |                       |                                                    |
| 4     | kein Betrieb    | kein Betrieb    |                      | kein Betrieb    |                      | kein Betrieb     | kein Betrieb    | kein Betrieb    |                       |                                                    |
| 5     | kein Betrieb    | Einzelfahrten*  | MGT6D                | alle 20 Minuten | MGT6D                | Einzelfahrt*     | kein Betrieb    | kein Betrieb    | MGT6D                 |                                                    |
| 7     | alle 30 Minuten | alle 20 Minuten | MGT6D                | alle 20 Minuten | MGT6D                | alle 20 Minuten  | alle 30 Minuten | alle 60 Minuten | MGT6D                 |                                                    |
| 8     | alle 60 Minuten | alle 40 Minuten | MGT6D                | alle 20 Minuten | MGT6D                | alle 20 Minuten* | kein Betrieb    | kein Betrieb    | MGT6D                 | Betriebsschluss ca. 22 Uhr                         |
| 9     | kein Betrieb    | kein Betrieb    |                      | alle 20 Minuten | MGT-K                | kein Betrieb     | kein Betrieb    | kein Betrieb    |                       | am Hauptbahnhof verknüpft mit 10                   |
| 10    | kein Betrieb    | alle 20 Minuten | MGT6D                | alle 20 Minuten | MGT-K                | kein Betrieb     | kein Betrieb    | kein Betrieb    | MGT6D                 | am Hauptbahnhof verknüpft mit 9                    |
| 12    | kein Betrieb    | kein Betrieb    |                      | alle 20 Minuten | MGT6D                | kein Betrieb     | kein Betrieb    | kein Betrieb    |                       |                                                    |
| 94    | alle 30 Minuten | alle 20 Minuten | MGT6D                | kein Betrieb    |                      | alle 20 Minuten  | alle 30 Minuten | alle 60 Minuten | MGT6D                 |                                                    |
| 95    | alle 30 Minuten | alle 20 Minuten | MGT6D                | kein Betrieb    |                      | alle 20 Minuten  | alle 30 Minuten | alle 60 Minuten | MGT6D                 | Einzelfahrten ab F.-Geyer-Platz weiter als Linie 5 |

## Neubaustrecken

### Straßenbahnstrecke Neustadt – Hauptbahnhof

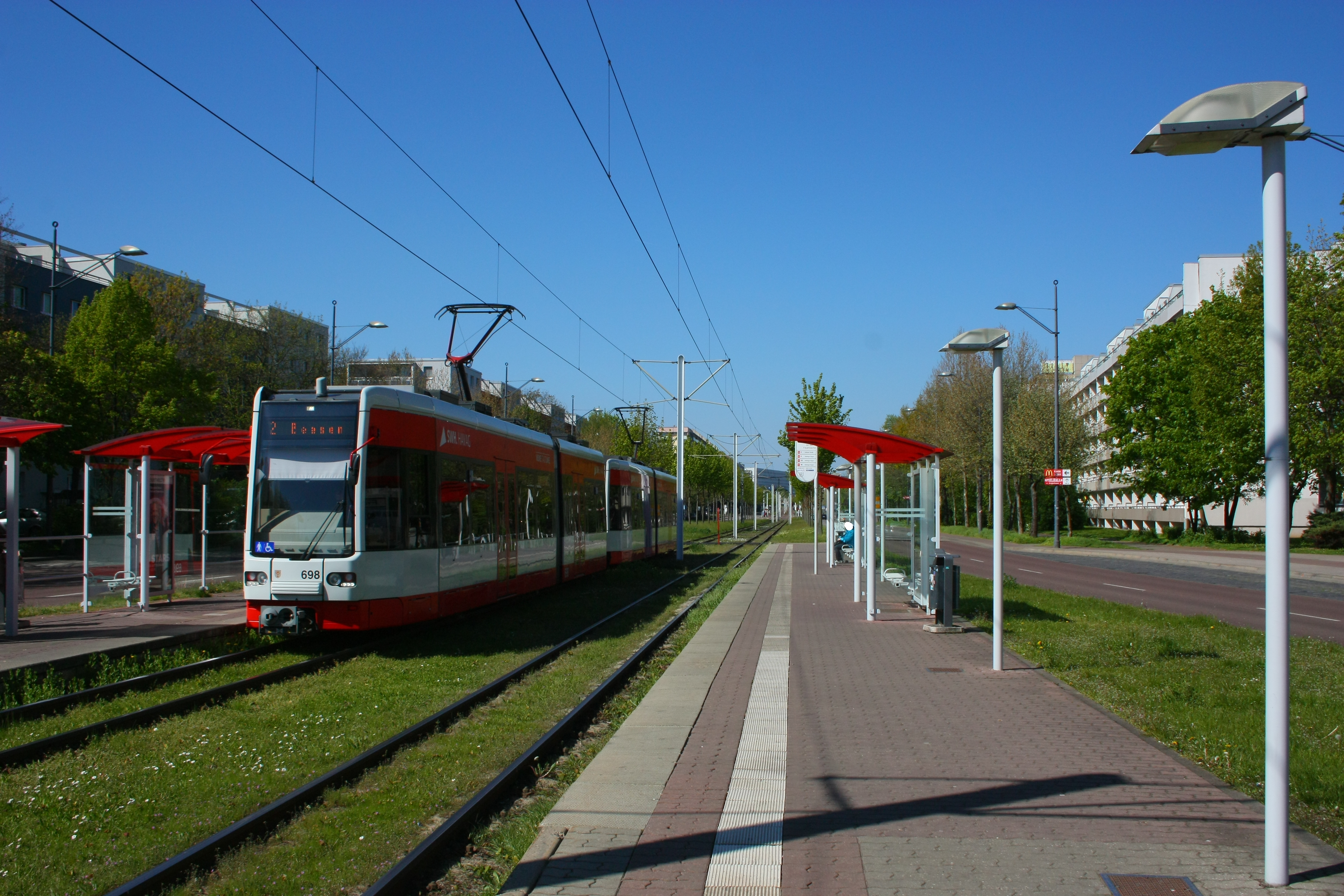
Haltestelle „An der Feuerwache“ der Straßenbahnstrecke durch den Stadtteil Halle-Neustadt.

Von 1998 bis 2006 wurde in zwei Hauptabschnitten eine rund 8 km lange Trasse gebaut und die Straßenzüge, die von der Trasse berührt werden, modernisiert und umgestaltet. Der erste Hauptabschnitt beinhaltete den Streckenbau vom Rennbahnkreuz über die Straße An der Magistrale bis zur Eselsmühle, von wo aus die Trasse zu einer Wendeschleife am Westende von Halle-Neustadt und zu einer Kopfendhaltestelle führt. Im zweiten Hauptabschnitt erfolgte der Streckenbau von der Mansfelder Straße zum Glauchaer Platz, Franckeplatz und Riebeckplatz. Schwerpunkt des zweiten Hauptabschnitts war neben dem Ausbau des Bereichs Franckeplatz/Glauchaer Platz die Umgestaltung des Riebeckplatzes, bei der auch am Hauptbahnhof neue Haltestellen errichtet wurden. Insgesamt 15 Haltestellenbereiche wurden neu- bzw. ausgebaut und teilweise als Umsteigepunkte Straßenbahn/Bus gestaltet.

### Straßenbahnstrecke Heide – Kröllwitz

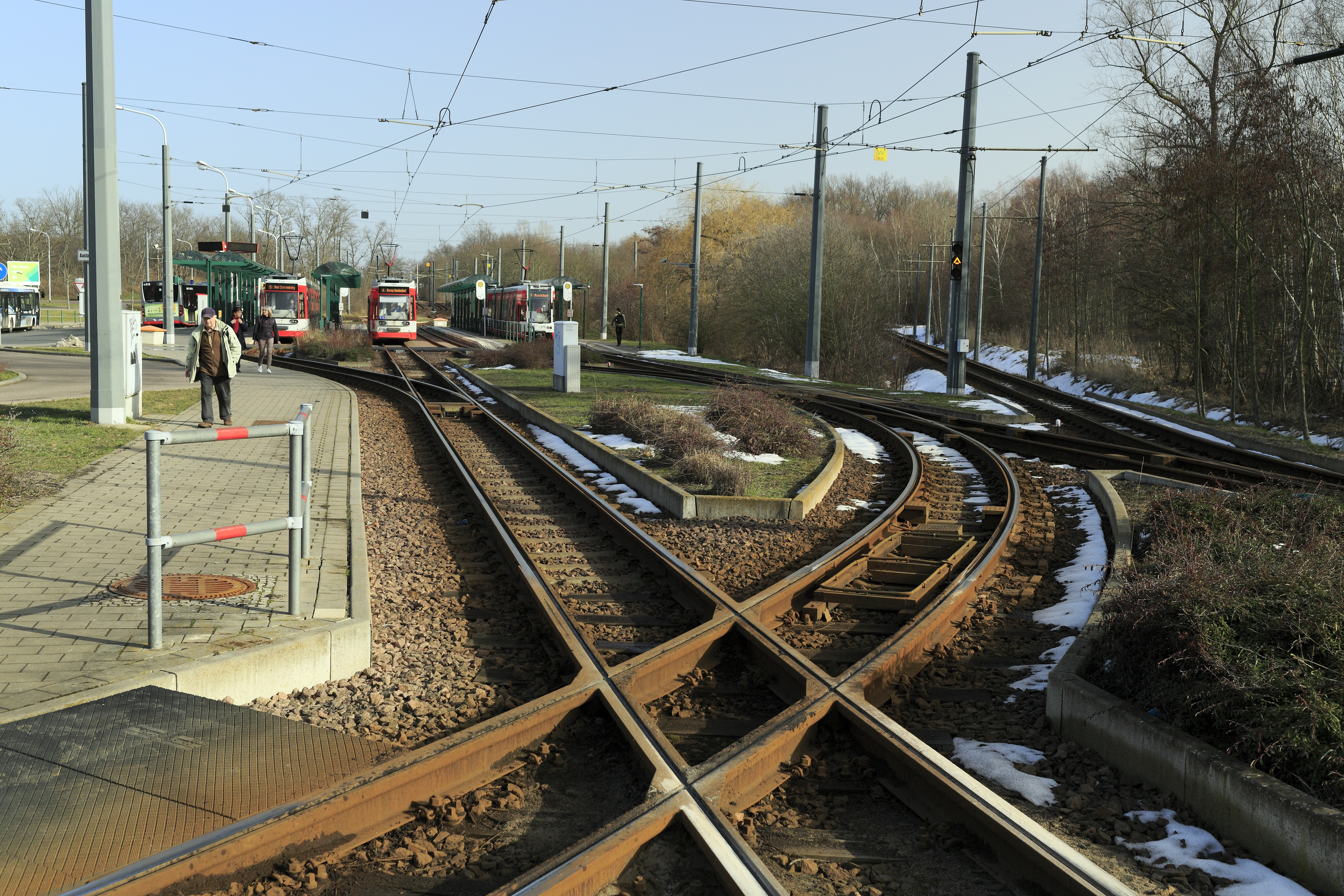
Endstelle Kröllwitz mit zwei Wendeschleifen

In den Jahren 2006 und 2007 wurde die ca. einen Kilometer lange, eingleisige Trasse im „Brandbergweg“ gebaut, die die Wendeschleifen „Heide“ und „Kröllwitz“ miteinander verbindet. Auf der Neubaustrecke liegt die Haltestelle Spechtweg mit Kreuzungsmöglichkeit, die auch planmäßig genutzt wird. Die Eröffnung fand am 14. Oktober 2007 statt. Die Endstelle Kröllwitz wurde in Vorbereitung auf den Lückenschluss umgestaltet und vergrößert, sie erhielt neben gemeinsamen Anlagen von Straßenbahn, Bus und Taxi einen Park+Ride- und Bike+Ride-Platz. Bei der Planung der Anlage ging man noch vom Einsatz von Einrichtungswagen aus, daher entstanden zwei voneinander unabhängige, aber miteinander verschlungene Wendeschleifen und die Bahnsteige der vier Bahnsteiggleise liegen in Fahrtrichtung rechts. Im Gegensatz zu vielen anderen Wendeschleifenanlagen gibt es in Kröllwitz keine besonderen Ausstiegsbahnsteige, die Züge durchfahren die Wendeschleifen mit Fahrgästen. Die Anlage ermöglicht auch das Verkehren von durchgehenden Zügen zwischen Giebichenstein und Rennbahnkreuz in beiden Richtungen, doch wird diese Möglichkeit im Tagesbetrieb nicht planmäßig genutzt.
Die Endstelle Heide wurde im Zusammenhang mit dem Neubauvorhaben im Jahr 2007 ebenfalls umgestaltet. Sie erhielt gemeinsame Haltestellenanlagen von Straßenbahn und Omnibus. Planmäßig wird die Wendeschleife jedoch nicht mehr befahren.
Voraussichtlich in den 2030er Jahren soll die Strecke von der jetzigen Endhaltestelle Kröllwitz weiter über den Neubaubezirk Heide-Nord nach Lettin verlängert werden, womit auch jene beiden Stadtteile mit an das Netz der HAVAG angeschlossen werden.

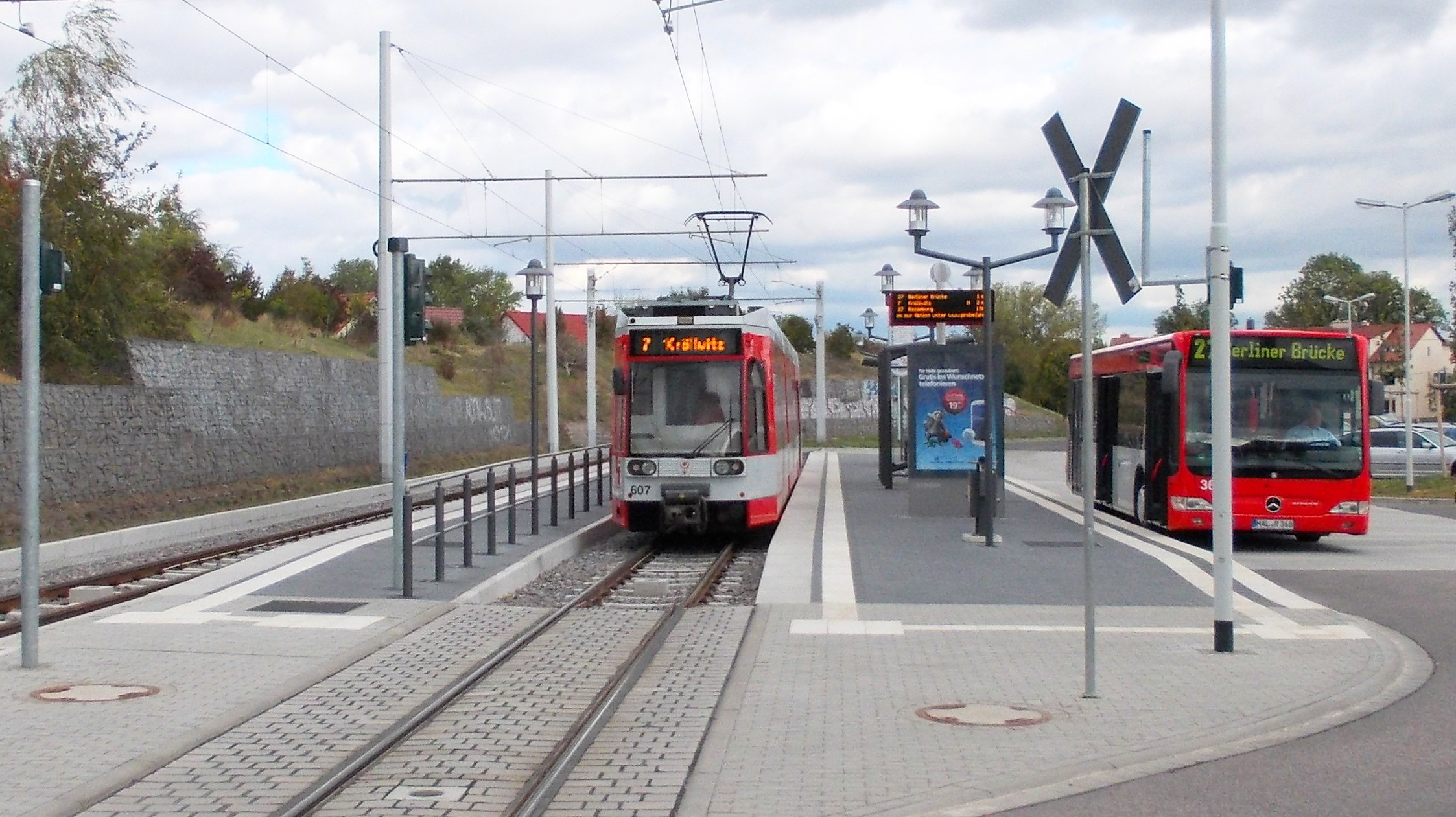
Endstelle Büschdorf: Verknüpfung zwischen Bahn und Bus

### Straßenbahnstrecke Hauptbahnhof – Büschdorf
Mitte 2008 begann der Bau des dritten Hauptabschnitts. Dieser beinhaltete die Sanierung von Straße und Bahnanlagen entlang der Delitzscher Straße zwischen der Einmündung Am Güterbahnhof und der Endstelle Büschdorf. Des Weiteren wurde ab der bisherigen Endstelle Büschdorf eine neue eingleisige Straßenbahntrasse in der Mitte der sanierten Straße gebaut. Nachdem die Strecke bereits schrittweise bis zur Grenzstraße und dann zur Fiete-Schulze-Straße wieder in Betrieb genommen worden war, erfolgte die Freigabe bis zur neuen Endstelle in der Ortsmitte am 14. Juli 2012. Die Endstelle verfügt über zwei Stumpfgleise und bietet Umsteigemöglichkeiten zu den dort endenden Buslinien 27, 31, 43 und 351. Obwohl auf dieser Strecke wegen der Stumpfendstelle nur Zweirichtungswagen eingesetzt werden können, erhielten die Haltestellen auch im eingleisigen Abschnitt Bahnsteige auf beiden Seiten. Der Fahrgastwechsel erfolgt auf der jeweils in Fahrtrichtung rechten Seite.

### Stadtbahnprogramm
Im Rahmen des Stadtbahnprogramms wurden bisher folgende Streckenabschnitte der Straßenbahn modernisiert:
- Torstraße (2013)[7]
- Große Ulrichstraße (2013/2014)[8]
- Rannischer Platz (2014/2015)[9]
- Böllberger Weg Nord (2015/2016, Lückenschluss zur Torstraße fehlt noch)
- Am Steintor (2015–2017)[3]
- Gimritzer Damm (2016–2019)[10]
- Südstadtring/Veszpremer Straße (2017–2019)[11]
- Große Steinstraße (2018/2019)[12]
- Merseburger Straße Nord (Herbst 2022)
- Böllberger Weg Süd (Herbst 2022)
- Mansfelder Straße West (2023/2024)

#### Aktuelle Maßnahmen
- Merseburger Straße Mitte (seit 2025)
- Frohe Zukunft/Dessauer Straße (seit Oktober 2023)

#### Zukünftige Maßnahmen
- Magdeburger Straße (Modernisierung)
- Kröllwitz – Heide-Nord/Lettin (Neubau)[13][14]
- Halle Südstadt (Elsa-Brändström-Straße und Paul-Suhr-Straße) (Modernisierung)[15]
- Merseburger Straße Süd & Park and Ride Ammendorf (Modernisierung)
- Freiimfelder Straße (Modernisierung)
- Giebichenstein (Modernisierung)
- Anhalter Platz - Rosengarten (Neubau)[16]

## Fahrzeuge und Depots

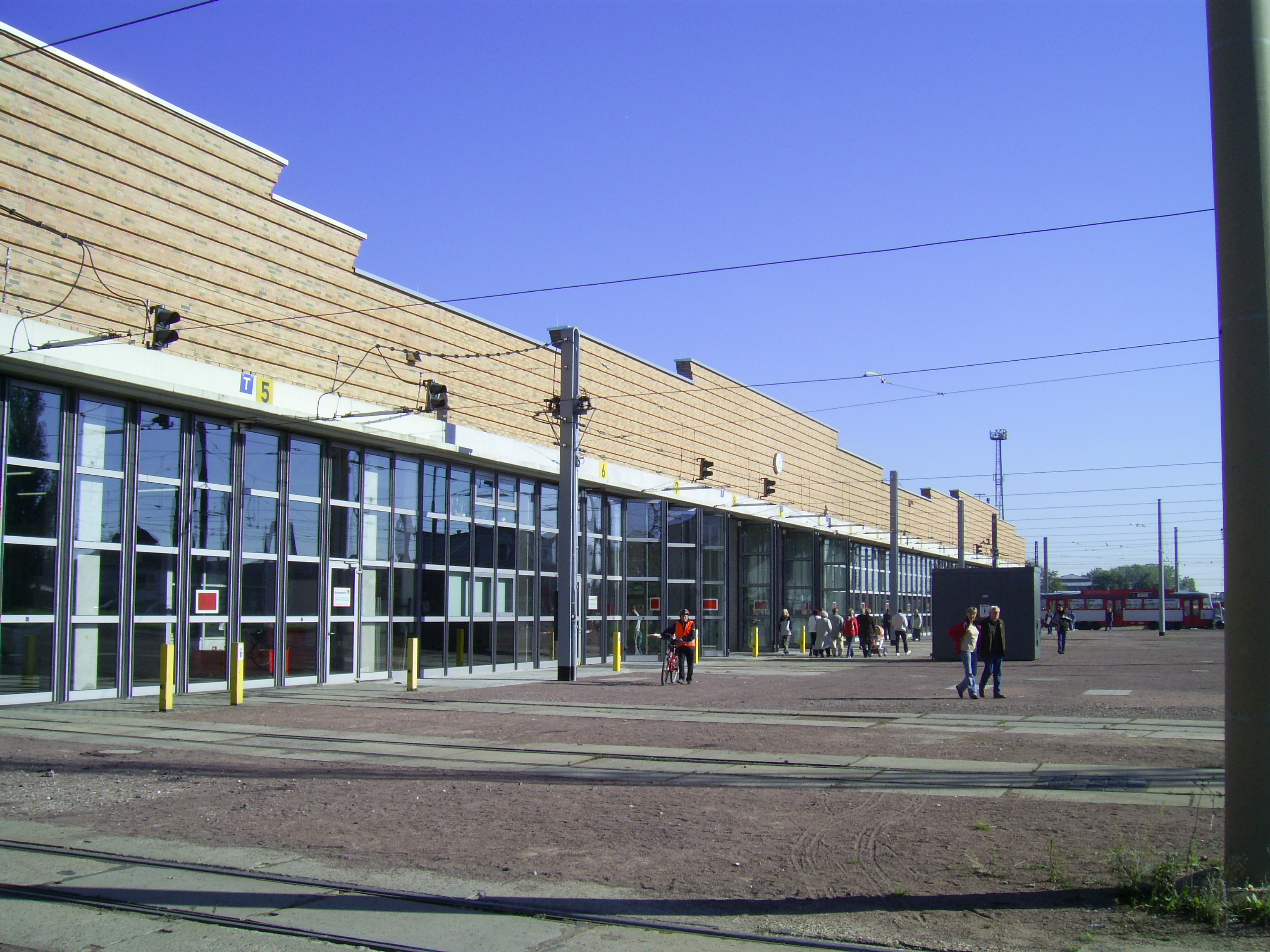
Straßenbahnbetriebshof Freiimfelder Straße

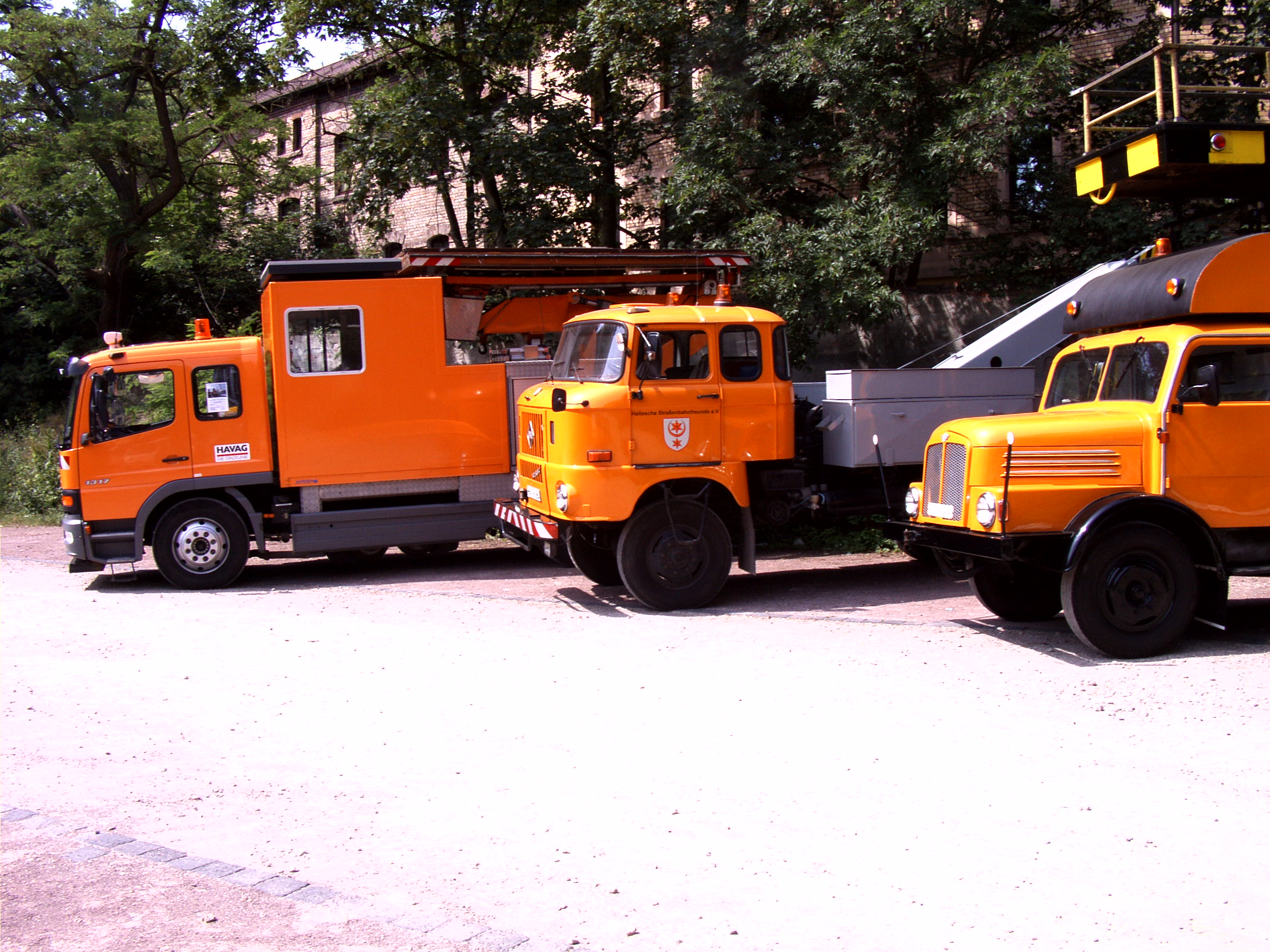
Einsatzfahrzeuge (2006)

1919 begann der Bau des Betriebshofs Freiimfelder Straße. Auch die Verwaltung und später die Busse wurden hier untergebracht.
Im Zweiten Weltkrieg scheiterte das Projekt eines Einheitsstraßenbahnwagens, für den die Gottfried Lindner AG einen Prototyp baute.
Im August 1969 trafen der erste Tatra T4D und B4D aus Prag in Halle ein.
Nachdem die letzten Zweirichtungstriebwagen ausgemustert waren, musste die Linie 15 Merseburg – Merseburg Süd wegen der in Merseburg Zentrum (»Hölle«) fehlenden Wendeschleife unwirtschaftlich mit Heck-an-Heck gekuppelten T4D bedient werden, wobei nur der vordere Wagen von den Fahrgästen benutzt werden konnte. Weil der Hersteller ČKD keine Zweirichtungswagen liefern konnte, bauten die Verkehrsbetriebe Halle zwei T4D in den eigenen Werkstätten in echte Zweirichtungswagen Z-T4D um. Die Wagen erhielten an den B-Enden originale Führerstandsfronten und auf der bisher türlosen Seite zwei Einstiegstüren. Wegen der asymmetrischen Wagenkästen mussten die Türflügel dieser Türen geringfügig schmaler gemacht werden. Die hintere Tür auf der ursprünglichen Einstiegsseite entfiel. Für die Weichensteuerung erhielten die beiden Triebwagen mit den Wagennummern 901 und 902 einen zweiten Stromabnehmer.
Im Jahr 1990 wurden gebrauchte GT4 der Stuttgarter Straßenbahnen übernommen. Diese wurden bis 2003 eingesetzt.
41 Tatra-Dreiwagenzüge wurden ab 1991 in Mittenwalde zu T4D-C und B4D-C modernisiert.
1992 erhielt die HAVAG mit den MGT6D einen neuen und niederflurigen Gelenktriebwagentyp. Diese Wagen und auch die folgenden wurden in Zweirichtungsbauart beschafft.
1996 wurde das Straßenbahnmuseum Halle im historischen Depot Seebener Straße eröffnet. 1997 wurde der Betriebshof Rosengarten in Betrieb genommen. Die Betriebshöfe Ammendorf und Merseburg wurden daraufhin bis 2003 geschlossen.
Ein weiterer Triebwagentyp – MGT-K – fährt seit 2004 in Halle.
Die Tatra-Fahrzeuge wurden bis auf einige Museumswagen ausgemustert.
2022 bestellte die HAVAG 56 TINA-Gelenktriebwagen beim Hersteller Stadler. Ab dem Jahr 2025 sollen 39 MGT-M und 17 MGT-XL die Fahrzeuge des Typs MGT6D sukzessiv ersetzen. In der Ausschreibung war auch ein Alternativangebot vorgesehen, welches 8 Fahrzeuge einer 38 Meter langen Variante MGT-L und nur 9 statt 17 MGT-XL beinhaltet hätte. Am 6. Dezember 2024 wurde der erste MGT-XL ausgeliefert, der zweite MGT-XL folgte in der Nacht vom 11. auf den 12. Januar 2025. Der erste MGT-M erreichte Halle Anfang April 2025. Die neuen Fahrzeuge sollen dann 56 der 60 MGT6D ersetzen.

### Linienfahrzeuge
2024 umfasste der Fahrzeugpark 101 Triebwagen, die T4D-C und B4D sind seit dem 30. November 2013 offiziell verabschiedet, wurden aber immer noch bis zum 2. März 2020 eingesetzt. Eine Garnitur wurde ab dem 4. November 2020 wieder auf der Linie 8E eingesetzt. Erneut wurde sie seit dem 3. Mai 2021 auf der Linie 3 eingesetzt. Nach dessen Einstellung sind seither alle Fahrzeuge der HAVAG niederflurig.
| Bild | Typ     | Baujahre  | Anzahl                    | Bemerkungen                                                                            |
| ---- | ------- | --------- | ------------------------- | -------------------------------------------------------------------------------------- |
|      | MGT6D   | 1996–2001 | 60 (davon 1 verschrottet) | dreiteilige Niederflur-Gelenkwagen, vollausgerüstete Zweirichtungswagen                |
|      | MGT-K   | 2004–2005 | 30                        | zweiteilige Niederflur-Gelenkwagen, Anderthalbrichtungswagen mit nur einem Führerstand |
|      | MGT-K-2 | 2012–2013 | 12                        | zweiteilige Niederflur-Gelenkwagen, Anderthalbrichtungswagen mit nur einem Führerstand |
|      | MGT-M   | 2025–     | 39                        | dreiteilige Niederflur-Gelenkwagen, vollausgerüstete Zweirichtungswagen                |
|      | MGT-XL  | 2024–     | 17                        | fünfteilige Niederflur-Gelenkwagen, vollausgerüstete Zweirichtungswagen                |

### Arbeitswagen
Die Straßenbahn Halle besitzt vier Arbeitswagen:
| Bild | Typ        | Baujahr | Nummer | Bemerkungen                            |
| ---- | ---------- | ------- | ------ | -------------------------------------- |
|      | Gotha T59E | 1960    | 013    | Turmwagen                              |
|      | Tatra T4   | 1974    | 985    | Fahrschulwagen                         |
|      | Tatra T4   | 1978    | 034    | Schienenschleif- und Winterdienstwagen |
|      | Tatra T4   | 1983    | 035    | Schienenschmierwagen                   |

### Museumswagen

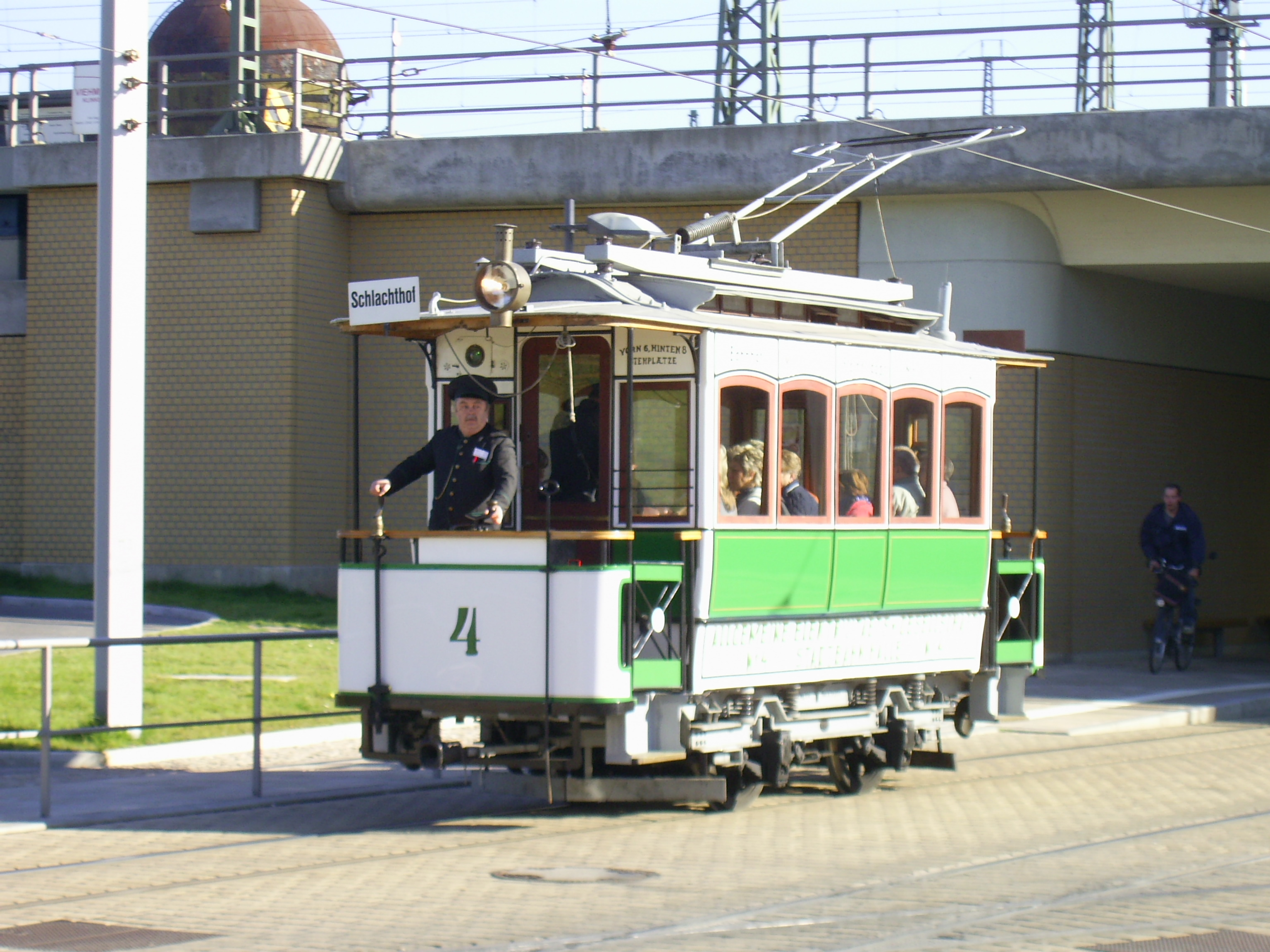
Straßenbahntriebwagen 4 von 1894

Das Straßenbahnmuseum Halle im historischen Depot der Halleschen Verkehrs-AG in der Seebener Straße beherbergt und pflegt derzeit rund 40 historische Straßenbahnfahrzeuge (Trieb- und Beiwagen) und Kraftfahrzeuge (Pkw, Lkw und Busse). Der Verein Hallesche Straßenbahnfreunde e. V. betreibt das Museum und führt auch die Wartungs- und Instandsetzungsarbeiten durch.